# SAR (Berlijn)
SAR is een historisch merk van motorfietsen.
De bedrijfsnaam was: S.A.R.-Automobilgesellschaft, Motorradwerk, later Maschinenfabrik Raetsch, Berlijn-Charlottenburg (1923-1930).
Duits merk dat 122-, 147- en 198 cc tweetaktmotoren maakte, die ook aan andere merken geleverd werden. In de laatste productiejaren werden waarschijnlijk ook Kühne-inbouwmotoren gebruikt. 
- Er was nog een merk met de naam SAR, zie SAR (Villadossola).